# Adalbert I. von Winterthur
Adalbert I. von Winterthur (* um 960; † 8. September 1030) war Graf von Winterthur.

## Leben
Adalbert I. von Winterthur war gemäss Chronik des Klosters Peterhausen ältester Sohn von Liutfried II. von Winterthur und stammte aus dem Adelsgeschlecht der Udalrichinger. In der Chronik zwar nicht erwähnt, wird aber von Paul Kläui aufgrund des Namens auch Werner von Kyburg als ein Bruder dessen zugeordnet.
Man vermutet, dass auch Werner I. von Winterthur (* um 1000; † 1040) sein Sohn war. Werner I. war ab 1024 Gaugraf im Hessengau und beerbte Adalbert im Jahre 1030 als Graf von Winterthur.